# Куприянов, Борис Васильевич
Борис Васильевич Куприянов (1903—1984) — советский авиаконструктор, 1-й заместитель председателя Государственного комитета СМ СССР по авиационной технике (ГКАТ). Был главным инженером Горьковского авиационного завода № 21 им. С. Орджоникидзе, создал учебно-тренировочный истребитель УТИ-1. Заместитель председателя правительственной комиссии по испытаниям авиационного ракетного комплекса перехвата Су—9—51.

## Биография
Родился в Нижнем Новгороде.
В 1919 – 1923 годах работал делопроизводителем в Нижегородском губернском управлении водного транспорта.
Окончил Нижегородский государственный университет (1929).
В 1930 – 1940 годах – инженер, заместитель главного инженера Горьковского авиационного завода № 21 им. С. Орджоникидзе.
В 1940 – 1942 годах – заместитель главного инженера авиационного завода № 51 (Москва).
В 1942 – 1949 годах – главный инженер Горьковского авиационного завода № 21 им. С. Орджоникидзе.
С 1949 года работал в Министерстве авиационной промышленности СССР. С 1954 года заместитель председателя Министерства авиационной промышленности СССР. С 1958 года заместитель Председателя Государственного комитета Совета Министров СССР по авиационной технике, затем 1-й заместитель Председателя Государственного комитета Совета Министров СССР по авиационной технике.

## Награды
- Лауреат Сталинской премии (1945).
- Орден Ленина (28.12.1936)
- Орден Ленина (21.06.1943)
- Орден Ленина (02.07.1945)
- Знак Почёта (31.10.1941)